# Tchadan
Tchadan (en russe : Чадан ; en touvain : Чаданаа, Tchadanaa) est une ville de la république de Touva, en Russie, et le centre administratif de la kojuun (bannière) de Dzoun-Khemtchik. Sa population s'élevait à 8 816 habitants en 2013.

## Géographie
Tchadan est arrosée par la rivière Tchadan, un affluent de l'Ienisseï, et se trouve à 199 km à l'ouest de Kyzyl et à 3 513 km à l'est de Moscou.

## Histoire
Tchadan existe depuis 1873, et reçoit le statut de ville en 1945, après le rattachement de la république de Touva à l'Union soviétique.
L'économie locale repose sur la fabrication de produits alimentaires et l'extraction du charbon.
C'est notamment dans cette ville qu'est né Viktor Chubulah, peintre local.

## Population
Recensements (*) ou estimations de la population
| 1959* | 1970* | 1979* | 1989*  |
| ----- | ----- | ----- | ------ |
| 4 709 | 7 589 | 8 985 | 10 775 |

| 2002* | 2010* | 2012  | 2013  |
| ----- | ----- | ----- | ----- |
| 9 454 | 9 037 | 8 891 | 8 816 |